# Reino de Livonia
El Reino de Livonia fue un Estado nominal en lo que hoy es el territorio de Estonia y Letonia. El zar ruso Iván IV declaró el establecimiento del reino durante la guerra de Livonia de 1558-1583, pero nunca funcionó adecuadamente como entidad política.
En 1570, Magnus, duque de Holstein, fue coronado en Moscú como rey de Livonia. Magnus abandonó Moscú con un ejército ruso con la intención de conquistar Reval, controlada por los suecos, pero canceló el asedio en 1571 después de no poder capturar la ciudad. Magnus finalmente perdió el favor de Iván y desertó.

## Historia
El 10 de junio de 1570, Magnus, duque de Holstein, llegó a Moscú con la aprobación de su hermano mayor Federico II de Dinamarca, donde fue coronado rey de Livonia. Magnus prestó juramento de lealtad a Iván como su señor supremo, y recibió de él la carta correspondiente para el reino vasallo de Livonia en lo que Iván denominó su patrimonio. El tratado entre Magnus e Iván IV fue firmado por un oprichnik y por un miembro de la administración zemskii, el d'iak Vasiliy Shchelkalov. Los territorios del futuro nuevo reino todavía tenían que ser conquistados, pero el castillo de Põltsamaa fue proclamado futura residencia oficial del rey.
El 6 de julio, el nuevo rey Magnus de Livonia partió de Moscú con 20.000 soldados rusos para la conquista de Reval, controlada por los suecos. La esperanza de Iván de conseguir el apoyo del rey Federico II de Dinamarca, el hermano mayor de Magnus, fracasó. A finales de marzo de 1571, Magnus abandonó la lucha por Reval y abandonó el asedio.
En 1577, habiendo perdido el favor de Iván y sin obtener el apoyo de su hermano, Magnus llamó a la nobleza de Livonia a unirse a él en una lucha contra la ocupación extranjera. Las fuerzas de Iván lo atacaron y lo hicieron prisionero. Tras su liberación, renunció a su título real. Magnus pasó los últimos seis años de su vida en el castillo de Pilten en el obispado de Curlandia, donde murió (marzo de 1583) como pensionado de la corona polaca.
El final de la Guerra de Livonia en agosto de 1583 vio la mayor parte del territorio de la Antigua Livonia (Ducado de Curlandia y Semigallia y Ducado de Livonia) bajo el control de la República de las Dos Naciones, con el control sueco establecido en el Ducado de Estonia.